# Reserva biológica Colonso Chalupas
La Reserva Biológica Colonso-Chalupas (RBCC) se ubica en los cantones de Archidona y Tena, entre la Reserva Ecológica Antisana y el Parque Nacional Llanganates, y de esta manera conforma un corredor natural en la zona alta de la cuenca amazónica. Fue declarada como tal el 3 de abril de 2014. Forma parte del Sistema Nacional de Áreas Protegidas del Ecuador, que tiene como objetivo la conservación de los procesos naturales y los recursos genéticos; así como ser una Reserva Biológica.
La reserva tiene 93 246 hectáreas localizadas en la vertiente externa de la cordillera oriental de los andes ecuatorianos, cuenca alta del río Napo, entre los 560 y los 4432 metros de altura sobre el nivel del mar.
Sus condiciones bioclimáticas son variadas, las zonas altas de la reserva cuentan con precipitaciones cercanas a los 1700 mm de lluvia promedio anual y temperaturas promedio anuales que llegan hasta los 3 °C, las cuales varían a medida que la altura disminuye y la cercanía a la llanura amazónica es mayor, lugares donde la precipitación promedio anual alcanza los 4300 mm de lluvia y la temperatura promedio anual es de 23 °C.
Estas condiciones han dado lugar a la presencia de seis tipos de ecosistemas que van desde las cimas altas y frías de la cordillera oriental de los Andes hasta las zonas cálido húmedas de la Amazonía ecuatoriana. Cada uno de estos ecosistemas cuenta con bosques y vegetación nativa en su máximo estado de conservación encerrando un potencial biológico y genético propio, garantizando el equilibrio de las funciones ecológicas de los ecosistemas y la conservación de los bienes y servicios ambientales.